# Just B
Pour les articles homonymes, voir Just et B.
Just B (저스트비) est un boys band sud-coréen de K-pop formé en 2021 par BLUEDOT Entertainment. Il est composé de six membres : Geonu, Bain, Lim Ji-min, Siwoo (anciennement JM), DY et Sangwoo.

## Formation
DY et Bain se sont fait connaître dans l'émission Under Nineteen de MBC. DY a remporté le concours et est devenu le leader du groupe éphémère 1the9, actif de 2019 à 2020, et Bain y a été éliminé lors du dernier épisode. Lim Ji-min a participé à l'émission The Fan sur SBS et a sorti un album solo intitulé  Mini. Geonu et Siwoo ont été candidats dans l'émission I-Land sur Mnet.
À ces cinq membres s'ajoutent Sangwoo. Le groupe a été formé en 2021 et a fait ses débuts le 30 juin. Leur premier single, Damage a été produit par Bang Yong-guk.
En 2024, le groupe participe à l'émission Road to Kingdom: Ace of Ace en formant un supergroupe nommé The CrewOne avec ATBO.

## Discographie
EP
- Just Burn (2021)
- Just Begun (2022)
- = (Neun) (2022)
- ÷ (Nanugi) (2023)
- Just Odd (2025)

Mini album
- Just Beat (2021)
- JUST Be with you Pt. 1 (2023)

Singles
- Damage (2021)
- Tick Tock (2021)
- Re=load (2022)
- Me= (나는) (2022)
- MBTI ft. AleXa (2023)
- Camellia (2023)
- Medusa (2023)
- Daddy's Girl (2024)
- Still I Luv You (2025)
- 한걸음만 (2025)
- Chest (2025)

## Distinctions
En 2021, le groupe a été nommé aux Asia Artist Awards pour le prix de la popularité pour un groupe masculin.